# 西魏

西魏
魏

540年頃

西魏（せいぎ、拼音: Xīwèi、535年 - 556年）は、中国の南北朝時代にあった北朝の国の一つ。北魏が分裂して成立した2つの魏のうち、函谷関の西側で関中を中心とした版図を持つ国の呼び名。函谷関の東側で中原を中心とした版図を持つ国の方は東魏と呼んで区別する。
「北魏」「東魏」「西魏」は、いずれも後代の史家が便宜上そう呼びはじめたもので、本来の国号はみな魏である。また、東魏・西魏のそれぞれが魏（北魏）の正統を自認していた。
なお、東魏を継承した北斉にて編纂された正史『魏書』においては、東魏の孝静帝を北魏の歴代皇帝に加えており、文帝以降の西魏の皇帝については記述が存在しない。西魏の一部の臣下については次の北周の建国の功臣として『周書』に記載があるケースもあるが、皇帝に関しては、唐の時代に『北史』が編纂されるまで本紀が書かれることはなかった。これを補うための西魏一代を扱った歴史書としては、清代に謝蘊山によって書かれた『西魏書』がある。

## 概要
534年、大丞相高歓を排除しようと謀って失敗した北魏の孝武帝は、洛陽から逃れて関中に入り、宇文泰に保護された。皇帝を失った高歓はやむなく鄴で孝武帝の従甥の元善見を帝に擁立する。これが東魏の孝静帝である。一方、宇文泰は孝武帝を保護してはみたものの相性が悪く、結局これを毒殺して535年1月に孝武帝の従兄の元宝炬を帝に擁立した。これが西魏の文帝である。
西魏では当初から宇文泰が完全に実権を握り、その3代の皇帝はいずれも傀儡でしかなかった。西魏は21年余の命脈を保つが、宇文泰はそのほぼ全期間にわたってこの国の事実上の経営者だった。548年には太師・大冢宰に任じられ、名実ともに西魏の支配者としての地位を確立する。
西魏はその初めこそ、広大な農耕地を懐に抱える東魏に対して国力では劣ったものの、機を捉えた戦略で軍事的には大きな戦果を挙げている。
549年、南朝梁が侯景の乱によって混乱が極まると、侯景打倒を図る南朝梁の皇族達と手を結び、その代償として北魏の分裂時に南朝梁から奪われた漢中地方を取り戻すことに成功し、さらに553年には四川地方を奪って版図を拡大した。554年には江陵を陥して南朝梁の元帝を圧殺させ、代わりに雍州刺史として襄陽にいた武帝の孫の一人の蕭詧（宣帝）を江陵に送って梁の皇帝に即位させ、西魏の傀儡政権である後梁（西梁）を成立させた。ただ、本来の梁もまた王僧弁や陳霸先（後の南朝陳の武帝）によって存続させられていた（後に陳霸先が簒奪して陳を建国）ため、後梁の支配地は江陵の周囲800里ほどに限られていた。しかし、後梁を成立させたことによって、従来は北朝の勢力が及ばなかった江南に楔を打ち込むことに成功したことになり、ここに西魏は優勢を確保し、その西魏を簒奪した北周、さらにその北周を簒奪した隋によって、中国は再統一されることになる。
これに対して、東魏との戦いは一進一退が続き、550年に高歓の子の高洋が東魏から禅譲を受けて北斉を建てると、宇文泰はただちに東伐を行った、大雨にたたられた西魏軍がなすすべもなく引き上げると、西魏に傾きかけた旧東魏の人々も北斉に従うようになった（『資治通鑑』梁・簡文帝大宝元年11月条）。しかし、皮肉にも東魏が滅亡したことにより、（北）魏の皇帝の正統性の問題は解消され、西魏にとっては南進への環境を整える結果となった。
556年10月に宇文泰が死ぬと、嫡子で三男の宇文覚がただちに太師・大冢宰を継承、12月には周公に封じられた。恭帝はその月のうちに宇文覚に禅譲の詔を出し、ここに西魏は滅んだ。年明けの557年正月朔日、宇文覚は天王に即位、国号も周（北周）と革められた。

## 歴代皇帝
1. 文帝（元宝炬、在位：535年 - 551年）
2. 廃帝（元欽、在位：551年 - 554年）
3. 恭帝（拓跋廓、在位：554年 - 556年）

## 年号
1. 大統 （535年 - 551年）
2. 廃帝*（552年 - 554年）
3. 恭帝*（554年 - 556年）

- 廃帝と恭帝の治世には元号が存在しない。このため西魏の最後の5年間は時の皇帝の帝号を年号として紀年される。

## 八柱国
1. 使持節・総百揆・柱国大将軍・都督中外諸軍事・録尚書事・大行台・安定郡開国公 宇文泰
2. 使持節・太尉・柱国大将軍・大都督・尚書左僕射・隴右行台・少師・隴西郡開国公 李虎
3. 使持節・太傅・柱国大将軍・大宗伯・大司徒・広陵王 元欣
4. 使持節・太保・柱国大将軍・大都督・大宗伯・趙郡開国公 李弼
5. 使持節・柱国大将軍・大都督・大司馬・河内郡開国公 独孤信
6. 使持節・柱国大将軍・大都督・大司寇・南陽郡開国公 趙貴
7. 使持節・柱国大将軍・大都督・大司空・常山郡開国公 于謹
8. 使持節・柱国大将軍・大都督・少傅・彭城郡開国公 侯莫陳崇

『周書』巻16及び『大唐六典』巻2（尚書吏部・司勲郎中条）による。他の史料でも李虎以外の序列は全て合致しているものの、李虎の位置だけは『通典』巻34（職官一六・勲官条）・『文献通考』巻64（職官一八・勲官条）では元欣の下（第3位）、『資治通鑑』巻163（梁・簡文帝大宝元年条）では李弼の下（第4位）に置かれている。前島佳孝の研究によれば、唐の時代に編纂された『周書』の段階において李虎すなわち唐の追尊皇帝・太祖を皇祖と位置づけ他の人臣の下に置かれないように史料操作が行われたとみる（北周の建国者である宇文泰の第1位を動かせない）。前島は八柱国のうち、李虎・侯莫陳崇以外の6名（宇文泰を含む）がともに柱国大将軍とともに導入された六卿に任じられた事実に着目し、少師であった李虎は少傅であった侯莫陳崇よりは上位であるが、六卿よりは下位、すなわち第7位が正しい順位であったと推定する。

## 十二大将軍
1. 使持節・大将軍・大都督・少保・広平王 元賛
2. 使持節・大将軍・大都督・淮安王 元育
3. 使持節・大将軍・大都督・斉王 元廓（後の恭帝）
4. 使持節・大将軍・大都督・秦南秦等十五州諸軍事・秦州刺史・章武郡開国公 宇文導
5. 使持節・大将軍・大都督・平原郡開国公 侯莫陳順
6. 使持節・大将軍・大都督・雍北雍等七州諸軍事・雍州刺史・高陽郡開国公 達奚武
7. 使持節・大将軍・大都督・陽平郡公 李遠
8. 使持節・大将軍・大都督・范陽郡開国公 豆盧寧
9. 使持節・大将軍・大都督・化政郡開国公 宇文貴
10. 使持節・大将軍・大都督・荊州諸軍事・荊州刺史・博陵郡開国公 賀蘭祥
11. 使持節・大将軍・大都督・陳留郡開国公 楊忠
12. 使持節・大将軍・大都督・岐州諸軍事・岐州刺史・武威郡開国公 王雄